# Dawlat al-Islam Qamat
Dawlat al-Islam Qamat (em árabe: دولة الاسلام قامت; em português: O Estado Islâmico foi estabelecido), é um Nasheed jihadista que se tornou um hino não oficial do grupo extremista Estado Islâmico. Foi lançado em dezembro de 2013 e logo se tornou sua música mais popular. A revista americana The New Republic se referiu a ela como a música mais influente de 2014.
O nasheed é A cappella, além dos efeitos sonoros de espadas sendo desembainhadas, pés batendo e disparos. A letra começa: "Meu Ummah, A aurora apareceu, então aguarde a vitória esperada. O Estado Islâmico nasceu pelo sangue dos justos."
Foi produzido pela Fundação Ajnad, que produz a maioria das músicas do EI. A música também foi usada pelo grupo jihadista nigeriano Boko Haram para acompanhar os discursos.
O canto é frequentemente removido de sites da internet, como SoundCloud e YouTube, por violar as políticas dos sites e suas conexões com o EIIL.